# The Umbrella Academy
The Umbrella Academy es un cómic de superhéroes, compuesto por tres series limitadas, escritas por el estadounidense Gerard Way y dibujadas por el brasileño Gabriel Bá. Las portadas de la primera serie fueron realizadas por James Jean, mientras que en la segunda son realizadas por el propio Bá. Los colores son obra de Dave Stewart y la rotulación de Nate Piekos en la versión original; esta, además, tiene a Dark Horse Comics como editorial.
La primera miniserie, Apocalypse suite, fue publicada desde septiembre de 2007 en Estados Unidos; mientras que la segunda, Dallas, lo fue desde noviembre de 2008. La tercera miniserie, titulada Hotel Oblivion, fue publicada desde octubre de 2018.

## Influencias
Way ha dicho que su mayor influencia para este trabajo fue su escritor favorito, Grant Morrison, especialmente en su trabajo en la serie Doom Patrol. También nombró a Pat McEown de ZombieWorld: Champion of the worm como otra gran influencia durante este trabajo. Way ha dicho que Edvin Biuković ha sido desde siempre uno de sus artistas favoritos; dijo: «Sus Grendel tales son mi biblia a seguir».

## Contenido

### Historia principal
The Umbrella Academy narra la vida de un grupo de superhéroes adoptados por un inventor llamado Reginald Hargreeves. La historia se centra en los conflictos que existían en el grupo desde el principio, basándose en la vida de Vanya Hargreeves (00.07), en la rivalidad entre Diego (00.02) y Luther (00.01), y en cómo la Academia fue preparada desde la infancia para acabar con una amenaza que trataría de destruir el mundo.

## Personajes
La Academia está dirigida por The Monocle (Sir Reginald Hargreeves), un extraterrestre disfrazado de empresario rico y científico de renombre mundial. Él adopta a 7 de los 43 bebés nacidos ese día que se convierten en miembros de The Umbrella Academy, siendo Spaceboy (Luther Hargreeves), The Kraken (Diego Hargreeves), The Rumor (Allison Hargreeves), The Séance (Klaus Hargreeves), The Boy (Número Cinco), The Horror (Ben Hargreeves) y The White Violin (Vanya Hargreeves).

## Volúmenes

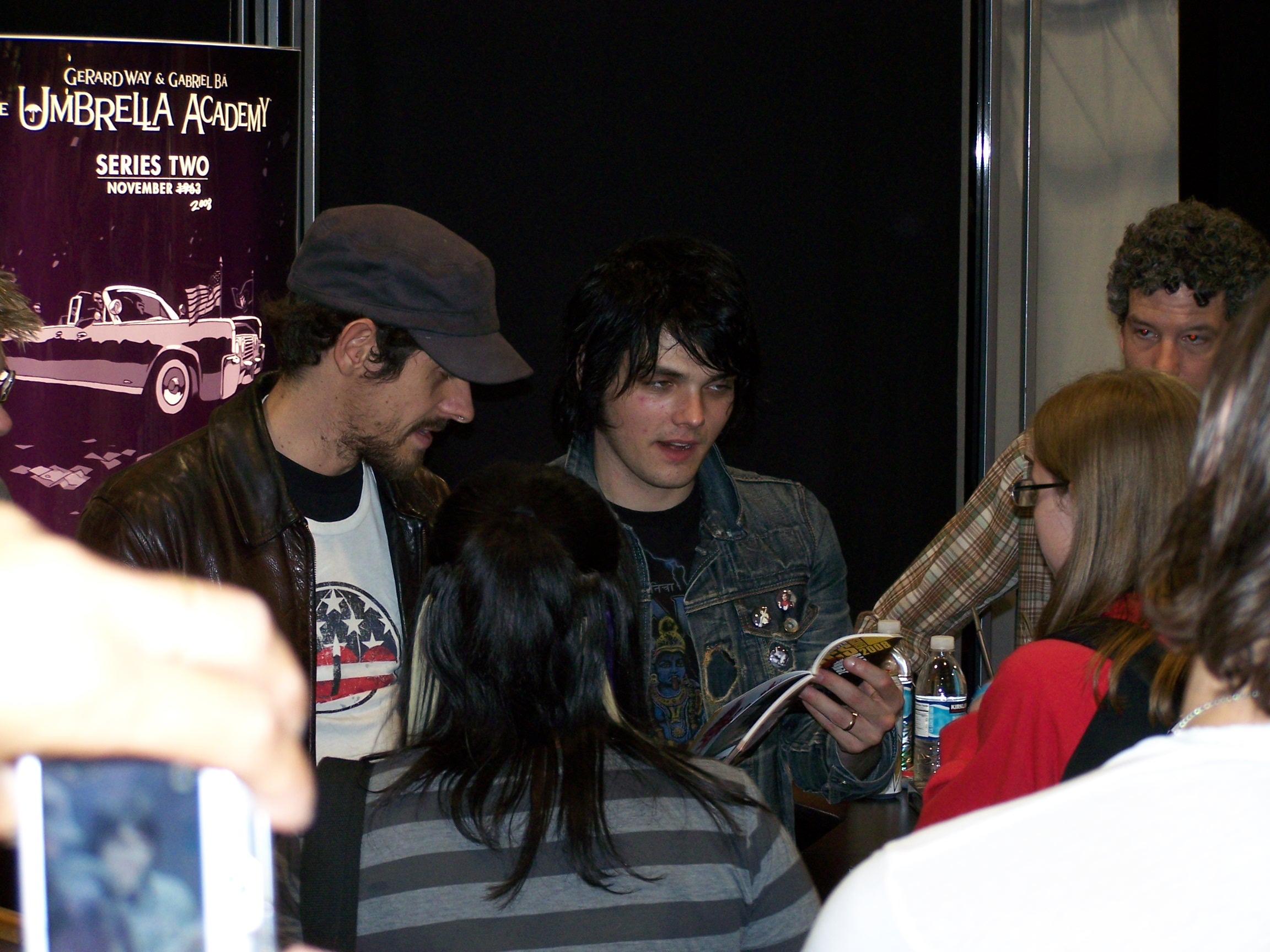
Gabriel Bá y Gerard Way en una firma de autógrafos de The Umbrella Academy en 2008

Al año 2024, The Umbrella Academy está compuesta por tres volúmenes: Apocalypse suite, Dallas y Hotel Oblivion.

### «Apocalypse suite»
Los seis capítulos de Apocalypse suite fueron publicados entre septiembre de 2007 y febrero de 2008. Cada cómic se publicó el tercer miércoles de cada mes. El editor de la serie es Scott Allie, sus asistentes son Rachel Edidin y Sierra Hahn. El diseñador es Tony Ong.
Los capítulos que componen esta miniserie son los siguientes:
1. The day the Eiffel Tower went berserk
2. We only see each other at weddings and funerals
3. Dr. Terminal's answer
4. Baby, I'll be your Frankenstein
5. Thank you for the coffee
6. Finale or Brothers and sisters, I am an atomic bomb

También existen dos álbumes de colección que incluyen todos los capítulos antes mencionados.

### «Dallas»
Dallas es como Gerard Way tituló al segundo volumen de The Umbrella Academy. La historia se sitúa tiempo después de la relatada en Suite apocalíptica. En esta historia podemos ver a un Spaceboy muy gordo y que solo pasa el tiempo viendo televisión, a un Seance que al detener el meteorito y salvar al mundo se está recompensando a sí mismo, a Kraken tratando de averiguar qué pasó en realidad en la masacre de Costello´s y buscando al desaparecido 00.05, a White Violin que se mantiene en cama sin poder mover un músculo, y a The Rumor que se mantiene en silencio. Dallas fue publicada entre noviembre de 2008 y abril de 2009.
Al igual que la anterior, esta serie cuenta con seis capítulos:
1. The jungle
2. Boy scout
3. Television or Are you there, God? It's me, Klaus
4. A perfect life
5. All the animals in the zoo
6. The world is big enough without you

Al igual que con Apocalypse suite, se publicaron dos álbumes de colección de Dallas.

### «Hotel Oblivion»
Hotel Oblivion fue anunciado en la Comic Con de San Diego de 2009 por Gerard Way, y su publicación estaba prevista para 2010, aunque esta no se concretó; el tagline de la serie es «Nadie puede escapar del hotel».
En 2012, durante la Comic Con de Nueva York, Gerard Way dijo que ya se encontraba escribiendo el primer capítulo de la serie. En junio de 2013 Gerard escribió un tuit explicando el futuro de Hotel Oblivion, diciendo que pasaría mucho tiempo antes de que saliera el primer número. Y en diciembre del mismo año Gerard empezó a publicar en su cuenta de Twitter mucho artwork sobre enemigos y personajes que saldrán en este volumen.
El primer capítulo de Hotel Oblivion finalmente fue publicado el 3 de octubre de 2018; este tercer volumen estará conformado, en total, por siete capítulos.

## «Short stories»
Se han publicado las siguientes short stories como parte de The Umbrella Academy:
«Mon dieu»
Salió el 2 de noviembre de 2006 en la página de Dark Horse, la historia solo se desarrolla en dos páginas y solo muestra a dos personajes, The Séance y Number 5, donde el primero viaja en el tiempo y experimenta el ser un general en batalla.
«The murder magician»
La historia aborda a Spaceboy, la Rumor, el Horror y Séance investigando a un "Mago" y a su asistente los cuales se proclaman como los asesinos de Rumor.

## Recepción

### Premios
The Umbrella Academy: Apocalypse suite fue galardonada con un premio Eisner en 2008, en la categoría de mejor serie limitada.

## Adaptaciones
Ya desde 2008 se sabía de negociaciones con Universal Pictures para hacer una adaptación cinematográfica de The Umbrella Academy. Sobre este proyecto, que se encargó al guionista y director Rawson Marshall Thurber, este dijo: «The Umbrella Academy es por muy lejos el mejor guión que jamás he escrito, y es mi libro o novela gráfica favorita», pero que «no creo que haya mucha esperanza de que esa película llegue a realizarse. Era simplemente, en mi opinión, demasiado desafiante».
Finalmente, en julio de 2017 Gerard Way confirmó que Universal Cable Productions junto con Netflix harían una serie de televisión de imagen real, que tuvo su estreno el 15 de febrero de 2019 con Steve Blackman como autor-productor y Way como productor ejecutivo.

## Influencia de sus fanáticos
Además de hablar de los aspectos conocidos y datos explícitos de esta serie, es igual de importante resaltar el impacto tan profundo que ha tenido en sus fanáticos, entendiéndose éstos como la razón por la cual se hacen posibles todas las interpretaciones, elogios, premios y demás actividades que consiguen sus creadores y productores expectantes al lanzar esta adaptación cinematográfica al público.
Para entender esto, debemos analizar los dos tipos de espectadores que según diversos motivos que conoceremos a continuación se clasificarían de la siguiente manera.
Al comienzo, la trama es prometedora, y resulta cada vez más interesante y cautivadora a medida que vemos cómo se desarrolla la historia. Es así como al presenciar ésta evolución de la historia, quien vea la serie por primera vez simplemente buscando entretenimiento, se llevaría una experiencia buena, si se toma en cuenta que solo la ve por entender por encima únicamente lo que sus creadores muestran explícitamente sin tomar otros caminos para su análisis. Sin embargo, la situación cambia cuando se es fanático desde mucho tiempo atrás cuando ni siquiera existía la adaptación de Netflix, solamente los tres cómics (Apocalypse suite, Dallas y Hotel Oblivion) de su creador, el estadounidense Gerald Way y dibujante, el brasileño Gabriel Bá.
Muchos fanáticos aseguran que el cómic se enfoca en plasmar las batallas y travesías de superhéroes que llevan a cabo sus personajes, algo que no ocurre con la misma intensidad en la serie de televisión, ya que en ésta se dedican a explicar más que todo el lado emocional de sus personajes y su lore familiar. Además, cambia significativamente la parte visual de la obra, ya que en el cómic, el dibujante se toma la libertad de plasmar todas las acciones fantasiosas de sus personajes, dando como resultado imágenes psicodélicas, incluso más que en la serie que definitivamente serían con más razón dirigidas a un público con la edad suficiente. 
Por otro lado, su audiencia más reciente, es precisamente la que conoció la adaptación de la serie gracias al proyecto realizado por Netflix, la cual, es mucho más significativa en cuestión de cantidad que la que nombramos anteriormente, pero no por esto, menos importante. Sin embargo, sí es algo considerable a tener en cuenta, ya que su gran cantidad de fanáticos dio cabida a una gran variedad de análisis de todo tipo de enfoque, historias creadas como pequeños cuentos como continuaciones de la historia, material audiovisual en plataformas como Tik Tok e Instagram y productos lanzados al mercado como ropa, accesorios, decoraciones y objetos de toda clase inspirados en la serie. 
Este fenómeno nos invita a reflexionar sobre el poder de ambos tipos de adaptaciones a una misma obra en la cultura contemporánea. Ya no se trata solo de consumir una historia, sino de reinterpretarla, expandirla y apropiarse de ella. En este sentido, el fan, en general, no es un espectador pasivo, sino uno activo que produce contenido, teorías, reinterpretaciones estéticas y emocionales que enriquece el universo narrativo entorno a The Umbrella Academy.
Ya sea desde la nostalgia del lector fiel o desde la curiosidad del espectador nuevo, esta obra continúa evolucionando gracias a su público tan variado y complementario entre sí. 